# Yelena Produnova
Yelena Serguéyevna Produnova (en ruso: Елена Сергеевна Продунова, nacida el 15 de febrero de 1980 en Rostov, Rusia) es una gimnasta rusa de reconocida fama, por su aportación al equipo ruso de gimnasia artística en los JJ. OO. de Sídney 2000. Su carrera duró desde 1995 hasta el año 2000, recibiendo varias medallas olímpicas y mundiales, además de numerosas medallas en otros torneos, tanto nacionales como internacionales.
En los Juegos Olímpicos de Verano celebrados en Sídney en el año 2000, logró la medalla de bronce en barra de equilibrio, además de ayudar a su equipo a conseguir la medalla de plata en la competencias por equipos y también clasificarse a la final All Around, pero por una lesión no poder competir y tuvo que ser remplazada por su compañera de equipo Elena Zamolodchikova 

## Carrera gimnástica

### 1995-96
La primera gran competición como sénior de Produnova fue en el campeonato del mundo de 1995 en Sabae, Japón, donde acabó 4.º con el equipo ruso. Aún con poca experiencia, Produnova no pudo clasificarse en ninguna final individual. Previamente a esta competición, Produnova compitió en el campeonato internacional júnior de 1995, también en Japón, donde consiguió una medalla de plata en la barra de equilibrio, y dos 5.º puestos: uno en la final individual, y otro en las barras asimétricas.
En 1996 había sido seleccionada para formar parte del equipo ruso de gimnasia artística, que competiría en los JJ. OO. de Atlanta 1996, pero una lesión en su talón le impidió ir a los juegos olímpicos.
1997-98